# Хорват, Иван Самойлович
Иван Самойлович Хорват (Хорват-Откуртич; 1713—18 ноября (29 ноября) 1786) — российский государственный деятель, руководитель заселения Новой Сербии. Генерал-поручик Русской императорской армии (1755). Происходил из сербского рода Хорватов.

## Переселение сербов в Россию
В 1747 году правительство императрицы Марии Терезии, в благодарность за помощь, оказанную венграми в войне за австрийское наследство, решило отдать им земли Потисской и Поморишской ландмилиций, а сербам, жившим на этих местах, дать на выбор переселение далее к границам Турции или переход в гражданское состояние на правах подданных венгерской короны. Сербы не захотели подчиниться этому решению; между ними возникли волнения, и наконец, полковник Иван Хорват, подполковники Дмитрий Хорват и Иван Шевич и капитаны братья Николай и Фёдор Чорбы пришли к мысли переселиться в Россию.
В начале 1751 года они представили прошение послу в Вене графу М. П. Бестужеву-Рюмину. И. Хорват обещал, что он наберёт полк гусаров в 1 000 человек из сербов и других славянских народов и полк пандуров в 2 000 человек из греков; он просил только земель для поселения и возмещения расходов. Из Петербурга последовало согласие на этот проект; правительство Марии Терезии должно было уступить желанию сербов, и они получили право переселиться в Россию.
21 (10) октября 1751 года И. Хорват прибыл в Киев с 218 спутниками и как глава всего этого движения получил чин генерал-майора. Он отправился в Петербург и там представил план набрать уже не два полка, а четыре, численностью до 10 000 человек. И. Хорват получил подарок в 3 000 рублей и вообще встретил очень хороший приём.
Предложение было принято; на каждого поселенца Хорват должен был получить по 10 рублей на первоначальное его обзаведение; затем ему отведены были огромные пространства земли по правому берегу Днепра длиною более чем на 30 миль, между реками Синюхой, впадающей в Буг, и Тясминой, впадающей в Днепр; на каждую роту гусарского полка положено было отвести по 320 верст² земли, а на роту пандурского по 240.
Эти поселения получили название Новой Сербии и поставлены были под непосредственное и единственное управление И. Хорвата, который не был подчинён никому, кроме Сената. Ближайшим образом принимал участие в этом деле генерал-майор Глебов, который сообща с И. Хорватом начиная с весны 1752 года, приступил к отмежеванию земель, предназначенных для поселенцев Хорвата.

## Колонизация и военные поселения
Царское правительство относилось с большим интересом к сербской колонизации и организации военных поселений, ибо это обещало приращение не только военных сил, но и населения империи.
Весной 1752 года Хорват испросил разрешение принимать выходцев из пределов Речи Посполитой, если только это болгары или валахи, а не природные поляки, так как по трактатам Россия и Польша взаимно обязаны были не принимать «природных подданных» другого государства; таких переселенцев в следующем году прибыло до 1000 человек.
К началу Семилетней войны Хорват в соответствии с данными ранее обещаниями представил целый гусарский полк и был за это пожалован 25 октября 1755 года в чин генерал-поручика.
Но внутреннее состояние заселённой им местности было очень плохое. Хорват крайне недобросовестно расходовал деньги, которые он получал на первоначальное обзаведение новых поселенцев; большею частью он брал эти деньги себе, а переселенцы терпели всевозможные лишения. Всё управление делами края сосредоточено было в учреждённой по решению Сената канцелярии в городе Новомиргород, который был устроен Хорватом и служил его резиденцией. Но в этой канцелярии сидели все родственники Хорвата и даже были записаны на службу два его малолетних сына.
Особенно тяжело было положение простых переселенцев-солдат; однажды толпа их, доведённая голодом до отчаяния, явилась просить хлеба прямо у дома Хорвата; он придал делу такой вид, будто это бунт, разогнал толпу картечью и тело одного убитого выставил за городом на колесе. Неудивительно, что поселенцы, вынужденные голодом, иногда предавались грабежам; да и сам Хорват устраивал набеги на польские границы.

## Следствие
Немедленно после смерти императрицы Елизаветы Хорват отправился в Петербург, вероятно, чтобы упрочить своё положение при новом царствовании. Но вышло наоборот: императору было доложено об его злоупотреблениях.
21 марта 1762 года было начато следствие о действиях Хорвата. В крепость Святой Елизаветы прибыл следователь, полковник Спичинский; к нему бежал со всеми делами и документами управляющий канцелярией Хорвата офицер, чтобы быть в безопасности от преданных Хорвату людей; затем поступила масса жалоб от офицеров. Вследствие рапорта, посланного Спичинским в Петербург, оттуда был отправлен для производства следствия генерал-поручик князь Г. С. Мещерский. Вступление на престол императрицы Екатерины застало его уже в дороге; императрица поручила производство следствия генерал-поручику А. П. Мельгунову и генерал-аншефу И. Ф. Глебову.
Хорват был лишён чинов и сослан в Вологду; на имущество его была обращена казённая претензия в 64 999 рублей. Новая Сербия была преобразована в Новороссийскую губернию и поручена управлению Мельгунова.
Согласно современным исследованиям, прежняя версия о смерти Хорвата в Вологде не подтверждается источниками. Иван Хорват благодаря просьбе его друга и земляка Петра Текели был помилован Екатериной II 3 декабря 1775 г., ему был возвращён воинский чин, его имения и позволено проживать в них. С 1776 г. Хорват мирно жил в своих владениях, где и скончался в 1786 году.
Сыновья его были восстановлены в прежних офицерских чинах; двое из них, Осип и Николай, впоследствии дослужились до генеральских чинов. Подробнее см. Хорваты (дворянский род).